# Drakkallasläktet
Drakkallasläktet (Dracunculus) är ett släkte i familjen kallaväxter (Araceae) som innehåller av två arter. De förekommer dels från Kanarieöarna och Madeira i väst till Balkanhalvön, de Egeiska öarna och sydvästra Turkiet i öst. Drakkalla (D. vulgaris) odlas som prydnadsväxt i Sverige.

### Webbkällor
- Svensk Kulturväxtdatabas
- Peter C. Boyce. The Genus Dracunculus/The Genera Dracunculus and Helicodiceros (Araceae: Aroideae)